# Clasificación de los jugadores de go
Existen sistemas de rangos y clasificaciones que miden la habilidad en go. Tradicionalmente, las clasificaciones de go se han medido utilizando un sistema de rangos dan y kyu. Especialmente en niveles de aficionado, estos rangos facilitan el sistema de handicap, con una diferencia de un rango que corresponde aproximadamente a un movimiento libre al comienzo del juego. Este sistema también se usa comúnmente en muchas artes marciales del este de Asia, donde a menudo se corresponde con un color de cinturón. Con la disponibilidad inmediata de calculadoras y computadoras, se han introducido sistemas de clasificación. En tales sistemas, una calificación se calcula rigurosamente sobre la base de los resultados del juego.

## Rangos kyu y dan
Tradicionalmente, las  clasificaciones de jugadores de go se han medido utilizando un sistema de kyū (級）y dan段) (ambos con significando ‘nivel’ o ‘grado’).
En China, Japón y Corea, según la tradición, para clasificar las categorías de los jugadores profesionales y aficionados de go, existen dos graduaciones distintas: la inferior (los kyū) y la superior (los dan).
Los kyū y los dan amateur (este último no presente en China) se utilizan para clasificar a los jugadores amateur, mientras que los dan profesionales se utilizan para clasificar a los jugadores que se dedican profesionalmente al Go y participan en los torneos de profesionales.
Los kyū van desde 30 kyū (el más bajo) hasta 1 kyū (el más alto).
En los dan, tanto en los amateur como profesionales, es a la inversa que en los kyū. El nivel más bajo es 1 dan, hasta llegar a 9 dan. Por lo tanto, un jugador que es 1 kyū pasaría a ser 1 dan si continúa su progresión. 
En China se practica el sistema abierto: no distingue a profesionales o aficionados, usando el mismo criterio para otorgar los títulos. No así en Japón, cuya academia trata de forma más rigurosa a los profesionales.
En algunos países europeos, como Alemania, se han unificado las dos categorías en una sola, compuesta de 18 grados en total.
| Tipo de rango                                  | Rango                                  | Estado                |
| ---------------------------------------------- | -------------------------------------- | --------------------- |
| Doble dígitos kyu (級,级,급) (geup en coreano) | 30–20k                                 | Principiante          |
| Doble dígitos kyu (abreviado: DDK)             | 19–10k                                 | Jugador casual        |
| Un solo dígito kyu (abreviado: SDK)            | 9–1k                                   | Aficionado intermedio |
| Amateur dan (段,단)                            | 1–7d (donde es 8d un título especial)  | Aficionado avanzado   |
| Profesional dan (段,단)                        | 1-9p (donde 10p es un título especial) | Jugador profesional   |

(También hay un título amateur de 8 dan y un título profesional de 10 dan, pero estos no son lo mismo que los rangos.)
Aunque casi todas las organizaciones utilizan este sistema, no existe una calibración universal. Los medios para otorgar cada uno de esos rangos y los niveles correspondientes de fortaleza varían de un país a otro y entre los servidores de go en línea. Esto significa que un jugador que se considera 2 kyu en un país, puede ser considerado un 5 kyu en otro.

### Origen
Los primeros rangos de Go se dieron en la China del siglo II, cuando Handan Chun (chino:邯郸淳) describió el sistema de clasificación de 9 Pin Zhi (九品 制) en su libro Classic of Arts (艺 经). Desde principios del siglo XVII, los japoneses formalizaron la enseñanza y la clasificación de Go. El sistema se utilizó más tarde en las escuelas de artes marciales; y se cree que se deriva en última instancia del sistema de nueve rangos de China. Se cree que el hecho de que haya 9 grados de dan profesionales tiene su base en los 9 grados originales de Pin Zhi chino.
Las diferencias de fuerza hasta el nivel de dan amateur generalmente corresponden al nivel de hándicap que produciría un juego parejo entre los dos jugadores. Por ejemplo, se espera que un jugador 3d pueda dar 2 piedras de handicap a un jugador 1d y ganar la mitad de sus juegos. En contraste, las diferencias en los rangos profesionales son mucho más pequeñas, quizás de 1/4 a 1/3 de una piedra de handicap. Hay algunas diferencias significativas en la fuerza entre los jugadores normales de 9p y los mejores jugadores del mundo porque 9p es el rango más alto posible, lo que puede explicar esta variación.

### Alcanzar un rango dan
Los rangos de dan (abreviado en línea como "d") son para jugadores aficionados avanzados. Aunque muchas organizaciones permiten a los jugadores elegir su propio rango kyu hasta cierto punto, los rangos dan suelen estar regulados. Esto significa que los jugadores deberán mostrar buenos resultados en torneos o aprobar exámenes para obtener un rango dan. Los estudiantes serios del juego a menudo se esforzarán por alcanzar un rango dan, al igual que los practicantes de artes marciales se esforzarán por lograr un cinturón negro. Para los aficionados, los rangos dan hasta el 7.º dan están disponibles. Por encima de este nivel, un jugador debe convertirse en un jugador profesional para lograr más promociones. En Japón y China, algunos jugadores reciben un octavo dan amateur, rango como título honorífico por logros excepcionales. En Estados Unidos, los rangos dan aficionados a menudo se basan en el sistema de clasificación AGA. Bajo este sistema, algunos amateurs fuertes y exjugadores profesionales han alcanzado hasta el 9.º dan amateur, aunque generalmente se registrarán como 6.º o 7.º dan en eventos internacionales. Del mismo modo, algunos jugadores han alcanzado el 9.º dan de aficionados en el sistema de clasificación de los servidores de go en línea.
Aunque los jugadores que han alcanzado rangos dan profesionales son nominalmente más fuertes que los jugadores dan aficionados, en la práctica algunos de los jugadores aficionados de 7.º dan más fuertes tienen un nivel de juego a la par con el de algunos jugadores profesionales. Estos jugadores nunca han intentado conseguir un rango profesional o han optado por seguir siendo jugadores aficionados porque no quieren hacer carrera jugando al go.

### Rangos profesionales
El sistema de clasificación dan profesional es similar al de los aficionados en que otorga rangos dan que aumentan numéricamente con la habilidad. Sin embargo, la diferencia entre estos grados es mucho menor que con los aficionados y no se basa en la cantidad de piedras de handicap requeridas. Los rangos dan profesional suben al 9.º dan, pero la diferencia de fuerza entre un 1.er dan y un 9.º dan profesional generalmente no supera las 2-3 piedras de handicap.
Para distinguir entre dan profesional y dan aficionado, el primero es a menudo abreviado "p" (a veces llamado ping) y el segundo "d". No existía tal abreviatura en el pasado, y generalmente no se usa como abreviatura más allá de Internet, donde es común, pero no universal.

## Sistema de clasificación
Con la invención de las calculadoras y las computadoras, se ha vuelto fácil calcular una clasificación para los jugadores en función de los resultados de sus juegos. Los sistemas de clasificación comúnmente utilizados incluyen los sistemas de clasificación Elo y Glicko. Los sistemas de clasificación generalmente predicen la probabilidad de que un jugador derrote a otro, y usan esta predicción para clasificar la fuerza de un jugador.

### Sistema de clasificación Elo usado en go
| Elo  | Rango                              |
| ---- | ---------------------------------- |
| 2940 | 9 dan profesional                  |
| 2820 | 5 dan profesional                  |
| 2700 | 7 dan amateur o 1 dan profesional. |
| 2600 | 6 dan (amateur)                    |
| 2500 | 5 dan                              |
| 2400 | 4 dan                              |
| 2300 | 3 dan                              |
| 2200 | 2 dan                              |
| 2100 | 1 dan                              |
| 2000 | 1 kyu                              |
| 1900 | 2 kyu                              |
| 1800 | 3 kyu                              |
| 1500 | 6 kyu                              |
| 1000 | 11 kyu                             |
| 500  | 16 kyu                             |
| 100  | 20 kyu                             |

La implementación del sistema Elo de la EGF (European Go Federation) intenta establecer una correspondencia aproximada entre las calificaciones y los rangos kyu / dan. Esto se hace variando algunos de los componentes de la fórmula Elo para lograr una coincidencia cercana a la tabla adyacente. La probabilidad (SE) de que el jugador con la clasificación más baja, el jugador A, gane contra un jugador B con la clasificación más alta viene dada por la fórmula:
{\displaystyle S_{E}(A)={\frac {1}{e^{D/a}+1}}}
- D es la diferencia de puntuación: {\displaystyle R_{B}-R_{A}\,}
- a varía según la clasificación previa del jugador A

La probabilidad de que el jugador B gane se calcula como:
{\displaystyle S_{E}(B)=1-S_{E}(A)\,}
La nueva clasificación de un jugador se calcula como:
{\displaystyle R_{n}=R_{o}+K(S-S_{E})\,}
- Rn = nueva puntuación
- Ro = antigua puntuación
- S = resultado (1, 0.5 or 0)
- SE = resultado esperado
- K varía dependiendo de la clasificación de los jugadores

K varía según la calificación de los jugadores, debido a la baja confianza en las clasificaciones de aficionados (más bajas) (alta fluctuación en el resultado) pero alta confianza en las clasificaciones profesionales (juego estable y consistente). K es 116 con una clasificación de 100 y 10 con una clasificación de 2700
En el sistema EGF, los puntos Elo ganados por el ganador son casi iguales a los perdidos por el perdedor y el movimiento máximo de puntos es la constante K (desde arriba). Sin embargo, hay un ligero mecanismo inflacionario incorporado en el ajuste de clasificaciones después de cada juego para compensar el hecho de que los recién llegados generalmente traen menos puntos ELO al grupo de los que sacan con ellos cuando dejan de jugar activamente. Otras clasificaciones similares al Elo como los sistemas AGA, IGS y DGS utilizan la estimación de máxima verosimilitud para ajustar las clasificaciones, por lo que esos sistemas están anclados por distribuciones previas en lugar de intentar garantizar que la ganancia/pérdida de las clasificaciones sea de suma cero.

### Otros sistemas de clasificación
Una variación del sistema Elo llamada WHR (Whole History Rating o Clasificación de historia completa), difiere de la Elo estándar en que vuelve a clasificar a los jugadores de manera retroactiva en función de su historial completo después de que se agrega cada nuevo resultado, en lugar de cambiar gradualmente la clasificación juego por juego. Esto implica un cálculo más intenso que otros métodos, pero se afirma que "en comparación con Elo, Glicko, TrueSkill y los algoritmos de historia decaída, WHR produce mejores predicciones". El sitio web Go Ratings implementa el método WHR para calcular la clasificación global de los jugadores.

### Base de calificación
La clasificaciones de los jugadores se mide generalmente utilizando los resultados del juego de las competiciones y torneos de go. La mayoría de los clubes y países mantienen sus propias clasificaciones, al igual que los servidores de go. En Europa se utilizan las clasificaciones oficiales de la EGF Archivado el 26 de diciembre de 2017 en Wayback Machine..
En un club pequeño, los rangos pueden decidirse de manera informal y ajustarse manualmente cuando los jugadores ganan o pierden constantemente. En clubes más grandes o sistemas de clasificación de todo un país, un sistema de clasificación matemática es generalmente más fácil de mantener. Los jugadores pueden ser promovidos o degradados en función de su fuerza calculada a partir de sus victorias y derrotas.
La mayoría de los servidores de go utilizan un sistema de clasificación matemática para realizar un seguimiento de la fuerza de juego de sus miembros. Dichas clasificaciones pueden o no traducirse a rangos kyu y dan para comodidad de los jugadores.
Los grupos de jugadores que no se mezclan regularmente (como diferentes países o subgrupos en servidores en línea) a menudo dan como resultado fortalezas de juego divergentes en comparación con el mismo nivel de rango nominal de otros grupos. Por lo tanto, los jugadores a los que se les pide que den su rango a menudo lo califican con "en mi país" o "en este servidor de Internet".

### Probabilidades de victoria
La clasificación representa indirectamente la probabilidad de ganar un juego parejo contra otros jugadores calificados. Esta probabilidad depende solo de la diferencia entre las clasificaciones de los dos jugadores, pero su magnitud varía mucho de una implementación a otra. La American Go Association adoptó una desviación estándar uniforme de 104, es decir, un poco más de un rango, mientras que las calificaciones de la European Go Federation tienen un estándar de desviación oscilante entre 200 para principiantes y 70 para los mejores jugadores. El IGS ha fijado una desviación estándar para todos los niveles, pero con una distribución no estándar. La siguiente tabla muestra algunas de las diferencias:
| Organización | Clasificación | Clasificación | Clasificación | Clasificación | % de victoria del jugador más fuerte | % de victoria del jugador más fuerte | % de victoria del jugador más fuerte |
| Organización | 2 kyu         | 1 kyu         | 1 dan         | 2 dan         | 1k vs. 2k                            | 1d vs. 2k                            | 2d vs. 2k                            |
| ------------ | ------------- | ------------- | ------------- | ------------- | ------------------------------------ | ------------------------------------ | ------------------------------------ |
| AGA          | −250          | −150          | 150           | 250           | 83.2%                                | 97.3%                                | 99.8%                                |
| EGF          | 1900          | 2000          | 2100          | 2200          | 71.3%                                | 86.0%                                | 93.9%                                |
| IGS          | 30            | 31            | 32            | 33            | 71.9%                                | 84.2%                                | 91.1%                                |

### Probabilidad de victoria y hándicaps
Mientras que en ajedrez un jugador debe correr algunos riesgos para evitar un empate, en go los empates (jigo) son imposibles (con superko y komi no enteros, como 6.5 puntos, como es común) o menos probables en el caso de komi enteros. Además, una partida promedio de go tiene una duración de 240 movimientos (120 movimientos en términos de ajedrez), en comparación con 40 en ajedrez, por lo que hay más oportunidades para que un jugador más débil realice movimientos subóptimos. La capacidad de transformar una pequeña ventaja en una victoria aumenta con la fuerza de juego. Debido a esta habilidad, los jugadores más fuertes son más consistentes en sus resultados contra los jugadores más débiles y generalmente obtendrán un mayor porcentaje de victorias contra oponentes a la misma distancia de rango.